# Ново-Бузька волость
Ново-Бузька волость — адміністративно-територіальна одиниця Херсонського повіту Херсонської губернії.
Станом на 1886 рік складалася з 11 поселень, 11 сільської громади. Населення — 6934 осіб (3474 чоловічої статі та 3460 — жіночої), 1295 дворових господарства.
|                     | Площа, десятин | У тому числі орної, дес. |
| ------------------- | -------------- | ------------------------ |
| Сільських громад    | 24552          | 15766                    |
| Приватної власності | 18039          | 4800                     |
| Казенної власності  | 4090           | 1200                     |
| Іншої власності     | 920            | 350                      |
| Загалом             | 48601          | 22266                    |

Найбільші поселення волості:
- Новий Буг (Семенівка) — містечко при ставках за 140 верст від повітового міста, 5426 осіб, 1125 дворів, станова квартира 4-го стану, православна церква, синагога, вчительська семінарія, лікарня, земська станція, 3 постоялих двора, 5 ярмарок: 30 січня, 17 березня, 8 вересня, 1 листопада, базар по неділях. За 5 верст — лісова контора, постоялий двір, залізнична станція, буфет. За 11 верст — школа.
- Клейнендорф — колонія німців при балці Сагайдак, 53 особи, 7 дворів, молитовний будинок.